# 稻冈美千代
稻冈美千代（日语：／ Inaoka Michiyo，1950年11月28日—），日本女子跳高运动员。她曾获得1970年亚洲运动会女子跳高金牌，还曾参加1972年夏季奥运会女子跳高比赛。